# Clerodendranthus
Clerodendranthus  é um gênero botânico da família Lamiaceae

## Espécies
- Clerodendranthus spicatus
- Clerodendranthus stamineus